# دورا گرزون
دورا گرزون (آلمانی: Dora Gerson؛ ‏ ۲۳ مارس ۱۸۹۹ – ۱۴ فوریهٔ ۱۹۴۳) بازیگر و خواننده اهل آلمان بود.
از فیلم‌هایی که وی در آن‌ها نقش داشته‌است، می‌توان به در آستانهٔ بهشت و کاروان مرگ اشاره نمود که هر دو اینک جزء فیلم‌های گمشده محسوب می‌شوند.
او و خانواده‌اش (همسر و دو کودک خردسال ۳ ساله و ۶ ساله) که یهودی بودند حین فرار توسط نیروهای آلمان نازی دستگیر و ابتدا به اردوگاه انتقالی وستربورک و سپس به اردوگاه آشویتس در لهستانی اشغالی انتقال یافته و همگی در آنجا کشته شدند.